# Фердинанд I Кобург
Фердинанд І Кобург (нім. Ferdinand Maximilian Karl Leopold Maria von Sachsen-Coburg und Gotha; болг. Фердинанд I (Ferdynand Maksymilian Karol Leopold Maria Sachsen-Coburg-Gotha; 26 лютого 1861, Відень, Австро-Угорщина — 8 вересня 1948, Кобург, Окупована союзниками Німеччина) — князь і цар Болгарії (1887—1918) німецького походження. Офіцер королівської угорської армії.
Відомий також як ботанік, ентомолог і філателіст.

## Біографія

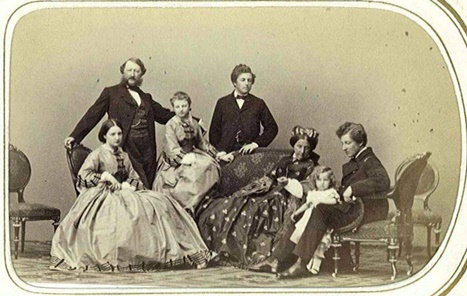
Сімейне фото Саксен-Кобург-Готської династії (Фердинанд — другий праворуч), 1863 рік

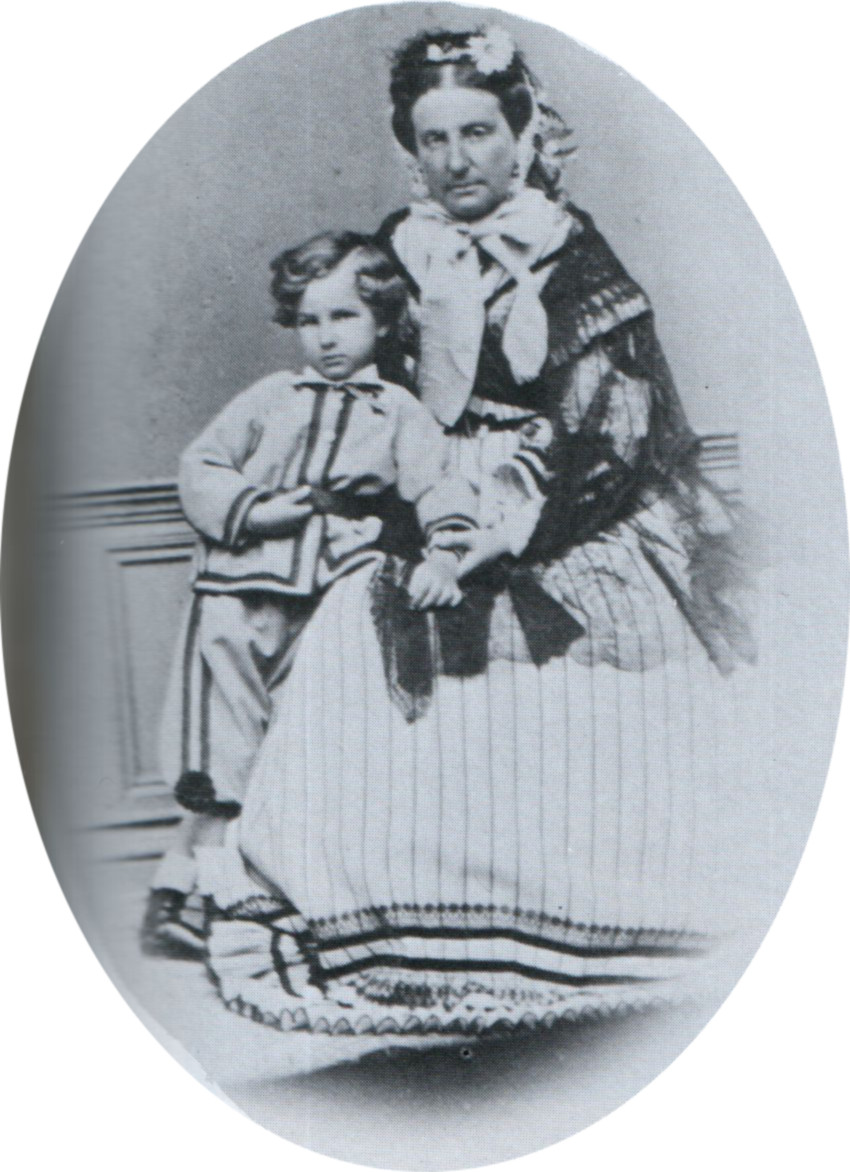
Із мамою Клементиною, 1866 рік

### Австрійський період

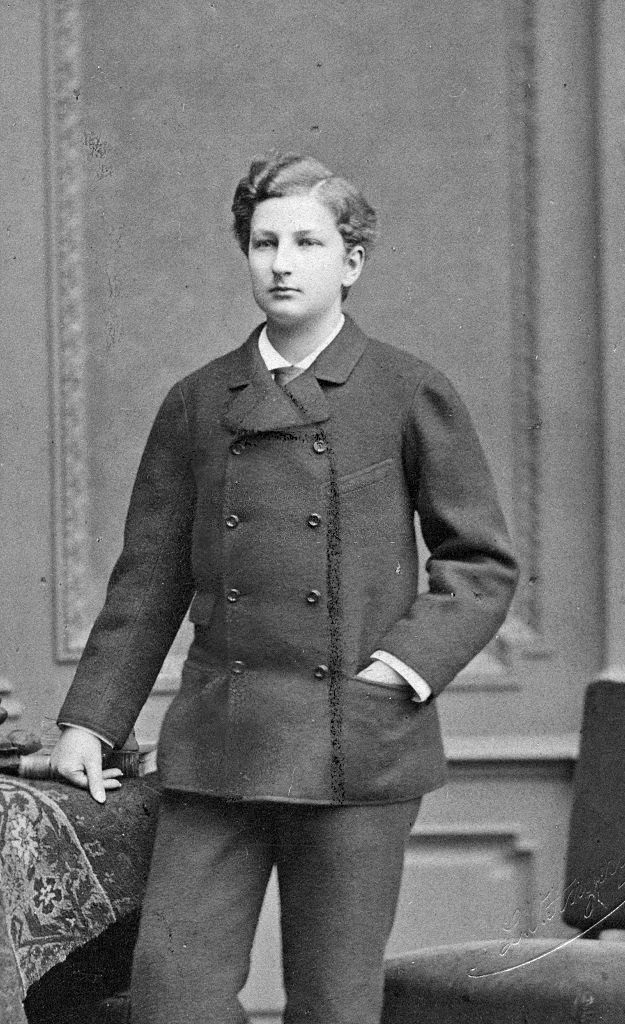
Принц Фердинанд у середині 1870-х рр.

Фердинанд народився в палаці Кобург, Відень. Син австрійського генерала, принца Августа фон Саксен-Кобург-Гота і французької принцеси Клементини Бурбон-Орлеанської, доньки останнього французького короля Луї-Філіпа.
Закінчив кадетське училище, після якого отримав чин лейтенанта 11-го полку Австрійських гусарів, а також старшого лейтенанта гонвед-гусарів Угорської королівської кінноти 1 листопада 1886 року. На думку болгарських біографів Фердинанда, саме угорський чин гарантував йому обрання на болгарський княжий трон.
Разом із братом Августом 1879 року мандрував Бразилією, де став пристрасним ботаніком та ентомологом.

### Події в Болгарії
У серпні 1886 року в Софії проросійські офіцери здійснили державний переворот і князь Болгарії Олександр Баттенберг був змушений залишити країну. Та невдовзі болгарські націоналісти завдали зустрічного удару, повернувши князя на престол. Але під тиском російського імператора Олександра III у вересні 1886 року Баттенберг остаточно зрікся престолу.
Повну фактичну владу отримав голова уряду Стефан Стамболов. Той тримався на відстані від імперської Росії, тож справа дійшла до розриву дипломатичних відносин. Це сприяло пронімецькій орієнтації безкняжої Болгарії. Стамболов сформував комісію, яка зайнялась пошуком нового монарха, однак більшість кандидатів із монарших родин відмовлялися від такої честі — зважаючи на позицію Петербурга.
На контакт із парламентською комісією пішла принцеса Клементина, донька французького короля Луї-Філіпа, яка жила у Відні. Вона прагнула аби її син Фердинанд став монархом, а її родина набула впливовості. Зрештою, болгарський парламент 7 липня 1887 року проголосував за кандидатуру Фердинанда, якого було обрано князем Болгарії.

### Падіння Стамболова
У внутрішньополітичному житті Болгарії домінував в перші роки царювання Фердинанда лідер ліберальної партії Стефан Стамболов, чия зовнішня політика побачила помітне охолодження у відносинах з Росією, яку раніше бачили як захисника Болгарії. Падіння Стамболова у травні 1894 році і подальше вбивство у липні 1895 року проклало шлях для примирення Болгарії з Росією, здійсненому в лютому 1896 року з переходом князя Бориса від римського католицизму в Східне православне християнство. Тим не менш, цей крок став початком ворожості його католицьких австрійських родичів, особливо з боку його дядька, імператора Франца Йосифа I в Австрії.

### Проголошення державної незалежності

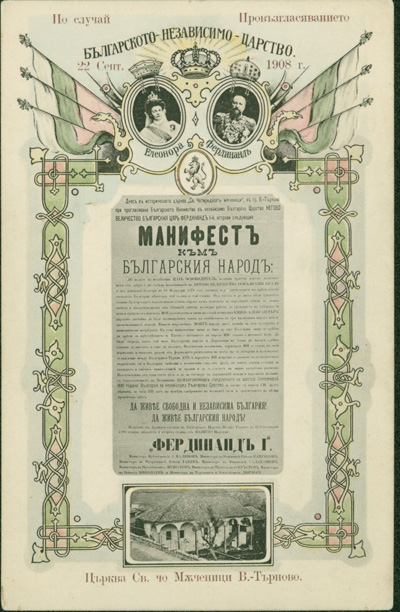
Маніфест про незалежність

22 вересня 1908 року Фердинанд у Великотирново оголосив про незалежність від Туреччини і оголосив себе царем Болгарії.

### Балканські війни

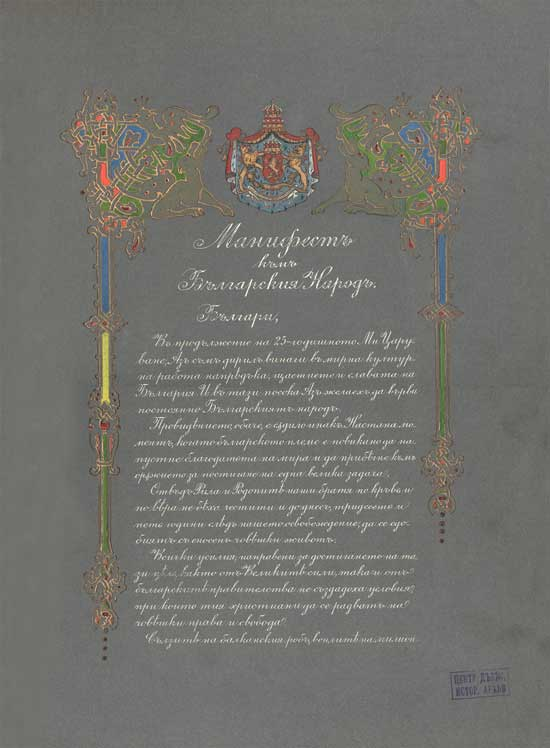
Маніфест про початок Першої балканської війни від 1912 року

У 1911 році провів через Велике народне зібрання скасування 17-ї статті Тирновської конституції, згідно якої укладення міжнародних договорів могло відбуватися виключно зі схвалення Зборів. Як і багато інших правителів до нього, Фердинанд бажав створити «нову Візантію», землі від моря до моря. Тому прапором був триколор із синього (Адріатичне море), чорного (Чорне море), білого (Егейське море).
У 1912 році Фердинанд об'єднав інші балканські країни в нападі на Османську імперію, щоб звільнити окуповані території. У 1912 році болгарська армія разом із сербською, грецькою і чорногорською напали на Туреччину.
Перша балканська війна принесла великий успіх болгарській армії, яка вступила в Стамбул і змусила турків укласти мир в 1913 році, спричинивши велику популярність Фердинанда у всій Європі. Він бачив цю війну як новий хрестовий похід, оголосивши його «просто, великою і священною боротьбою Хреста проти півмісяця». Згідно Лондонського мирного договору у травні 1913 Болгарія отримала значні території, разом із частиною узбережжя Егейського моря.
Але після перемоги почався розбрат серед союзників. Всі хотіли отримати якомога більшу частину території. Фердинанд вирішив діяти першим. Наприкінці червня 1913 року він наказав атакувати сербські та грецькі війська в Македонії, почавши Другу Балканську війну. Болгарська операція не дала очікуваних результатів: Греція і Сербія перейшли в контрнаступ, за підтримки Османської імперії і Румунії. У липні Болгарії довелося капітулювати і відмовитися навіть від частини території, що належала їй до війни. У результаті Болгарія втратила: Південна Добруджа (що відійшла до Румунії), решту Македонії (поділеної Грецією і Сербією) і Східну Фракію, що відійшла до Туреччини. Фердинанд зберіг корону, тому що йому вдалося перекласти відповідальність за поразку на болгарський Генеральний штаб і зраду Румунії. Рік по тому він приєднався до країн Троїстого союзу, в першу чергу для помсти тих, хто переміг його в 1913 році.

### Перша світова війна
Після початку світової війни Фердинанд займав нейтральну позицію, намагаючись виторгувати у протиборчих блоків найбільшу компенсацію за вступ Болгарії у війну. 9 вересня 1915 року підписав військову конвенцію, договір про союз і дружбу і угоду про допомогу фінансовими і матеріальними засобами з країнами Троїстого союзу. Після того як восени 1915 року визначився успіх Центральних держав, Фердинанд прийняв у жовтні 1915 року остаточне рішення на вступ Болгарії у війну на боці Німеччини. 21 жовтня 1915 року в Болгарії оголошена загальна мобілізація. Він за Конституцією був Верховним головнокомандувачем, проте вся повнота влади зосередилася в руках генералів. 14 жовтня болгарські війська атакували Сербію. Фердинанд фактично не втручався у справи керівництва збройними силами. 15 лютого 1916 року отримав звання фельдмаршала австро-угорської армії. У вересні 1918 року болгарські війська зазнали нищівної поразки від військ союзників на Салонікському фронті. Одночасно в країні почалося повстання. 29 вересня 1918 року було підписано перемир'я. По ньому болгарські війська негайно очищали захоплені території Греції та Сербії, армія повинна демобілізуватись (крім 3 Піхотної Дивізій і 4 Кавалерійського Полків), вся зброя і боєприпаси передавалися під контроль союзників, ряд населених пунктів був зайнятий військами Антанти, порти відкривалися для союзних судів. 3 жовтня 1918 року Фердинанд зрікся на користь сина Бориса, князя Тирновського і виїхав до Західної Угорщини (Бургенланд), потім до Кобурга (Баварія). Активною політичною діяльністю не займався і Болгарію не відвідував. Підтримував зв'язки з нацистами і намагався впливати на політику сина, виступаючи на їх підтримку. З 1941 до 1944 року поселився у Словаччині. помер у Кобурзі у 1948 році.

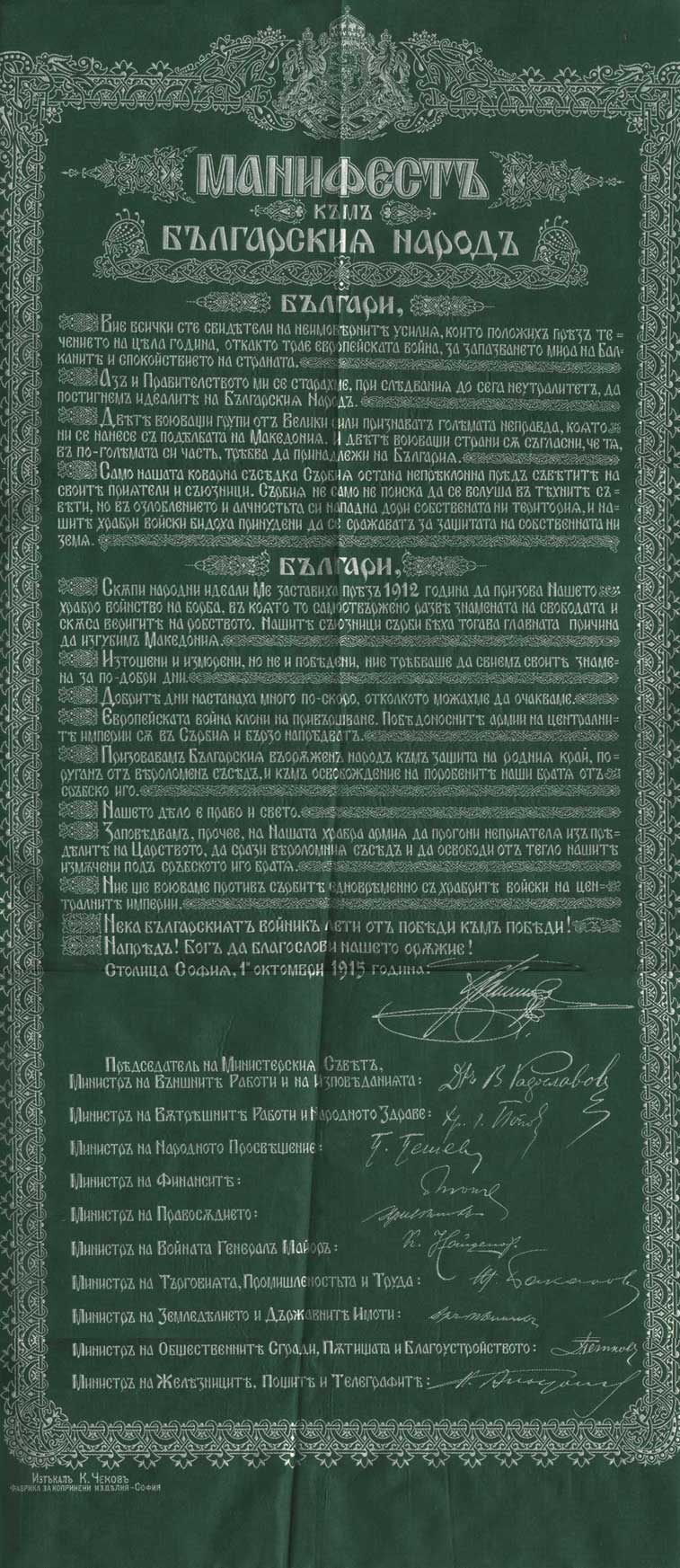
Маніфест царя про оголошення війни Сербії від 1 жовтня 1915 року

## Наукові заслуги

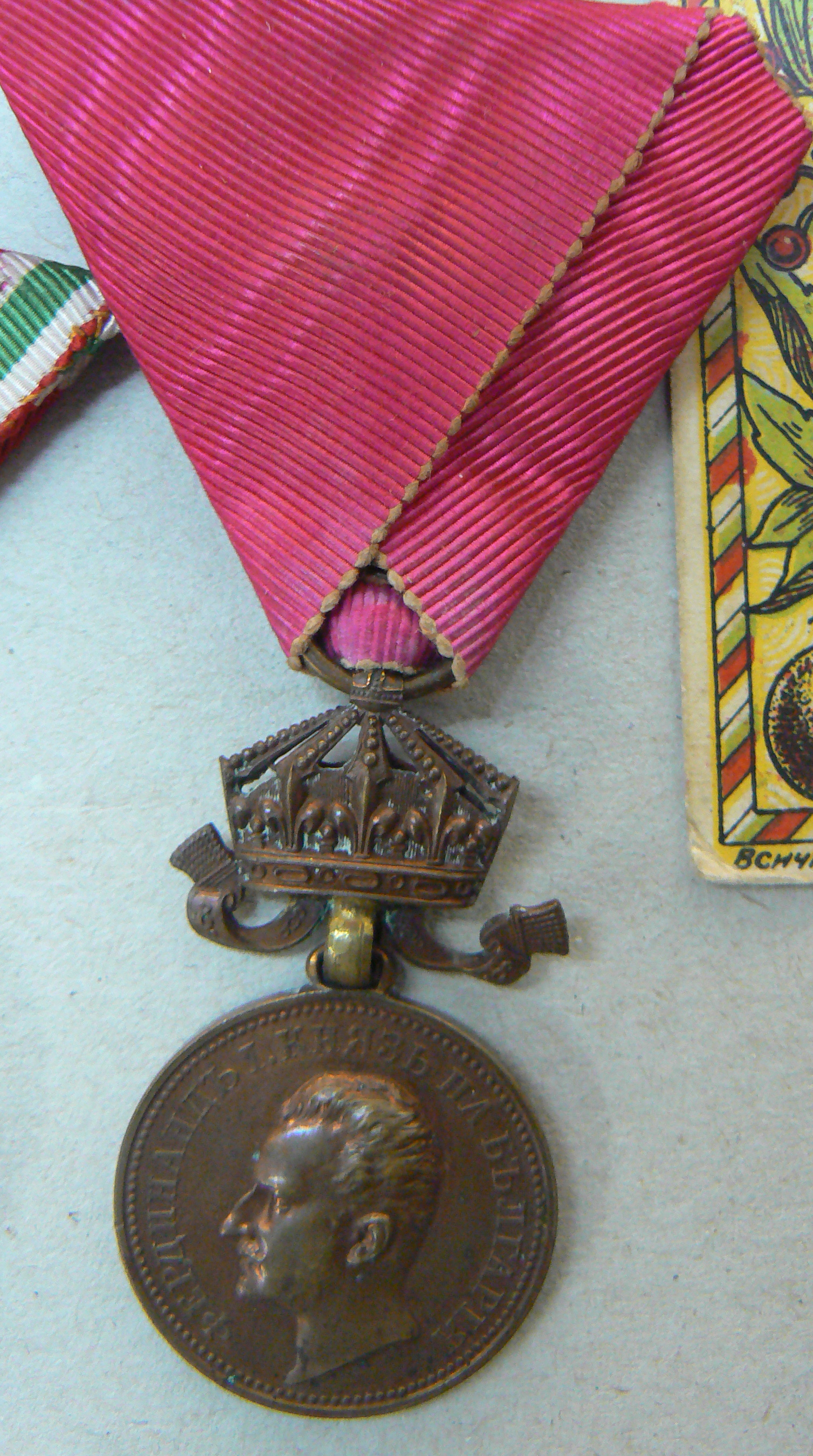
Болгарська Медаль за заслуги, 1-ї емісії Фердинанда. Експонат Регіонального історичного музею — Враца

У перші роки князювання Фердинанд створив:
- Болгарське економічне товариство (науковий журнал «Списание»);
- Болгарське натуралістичне товариство (наукові видання «Годишник» та «Трудове»);
- Болгарське археологічне товариство (наукове видання «Известия» та «Материали за история на София»);
- Історичне товариство (наукове видання «Известия»).

Цар Фердинанд І також видав укази про створення низки наукових природничих установ, які діють досі:
- Царський зоологічний парк;
- Царський природознавчий музей;
- Царський ботанічний сад;
- Царська наукова бібліотека;
- Царська ентомологічна станція;
- Чорноморська біологічна станція з акваріумом (м. Варна);
- Мережа державних дослідних рільничих господарств (у Софії, Русе, Садово, Плевені, Враці — разом 5 установ).

Царські наукові інститути розвивалися під прямим контролем Фердинанда. Для їх організації та становлення як наукових центрів Фердинанд залучав фахівців із-за кордону. Основне завдання, яке поставив перед ними — всебічне дослідження земель Болгарії в природознавчому відношенні. Цар Фердинанд не є фундатором, ані піонером у наукових починаннях болгар, але робив усе можливе для їх планомірного та правильного розвитку. (болг.)
За заслуги перед Софійським університетом (сприяв відкриттю медичного факультету, а також розвитку міжгалузевих досліджень) одна з вулиць поруч із ним названа ім'ям Царя Фердинанда. Перейменована після приходу до влади комуністичних угруповань.

## Відносини зУкраїною
Цар Фердинанд — один із прихильників порозуміння з Україною під час Першої світової війни, зокрема царська делегація від імені Болгарії підписала з делегацією УНР угоду про мир. Берестейський мир з Україною Фердинанд І Кобург цінував високо, і після приходу до влади Гетьмана Павла Скоропадського уряд Болгарії мав добрі стосунки із Києвом. Зречення болгарського престолу Фердинанда відбулося одночасно з падінням гетьманської влади в Україні.
Українська політика Фердинанда І Кобурга сприяла лояльному ставленню до еміграції українців до Болгарії за часів його наступника — царя Бориса ІІІ.

## Відносини зіСловаччиною
Як цар Болгарії, мав винятковий респект до словацької справи, яка за часів Австро-Угорщини з політичної точки зору виглядала безнадійно. Володів замком на території Словаччини та проводив ентомологічні дослідження на її території.
Після зречення престолу 1918 року переїхав до Словаччини, яка перебувала у складі Чехословаччини, а згодом цілком прийняв ідею самостійної Словаччини, проголошеної 1939 року. Залишив країну 1944 року під загрозою окупації країни СРСР.

## Останні дні
Помер у поважному віці в місті Кобург (Баварія) 1948 року. Пережив смерть двох синів та кінець царської династії Болгарії. Перед смертю, у напівсвідомості, питав свого ад'ютанта генерала Ганчева: «Кога заминаваме за България?»
Остання воля царя Фердинанда — бути похованим у Болгарії. Тому поховання в католицькому храмі святої Августини в Кобурзі досі вважається тимчасовим. За 20 років нової, демократичної влади Болгарії, яка стала членом Євросоюзу, ніхто не взяв на себе ризик оголосити про перепоховання Фердинанда.

## Особисте життя
Сходження Фердинанда на болгарський трон було зустрінуте з недовірою в багатьох королівських домах Європи; королева Вікторія, його двоюрідна тітка по батькоів, заявила своєму прем'єр-міністру: «Він абсолютно непридатний… делікатний, ексцентричний і жіночний… Його слід негайно зупинити». На подив своїх перших недоброзичливців, Фердинанд загалом добре зарекомендував себе протягом перших двох десятиліть власного правління.

### Родина

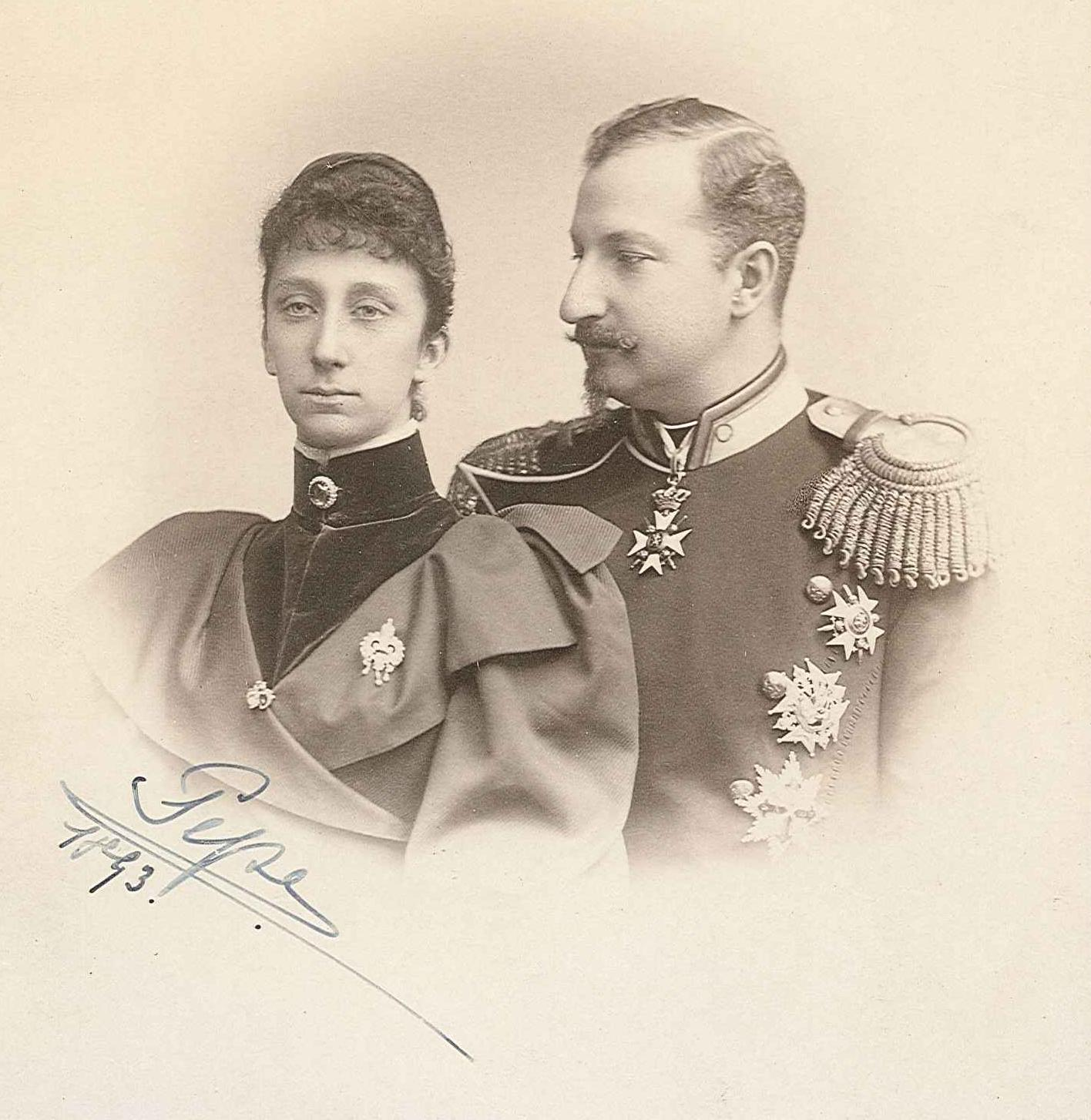
Із першою дружиною Марією-Луїзою Бурбон-Пармською

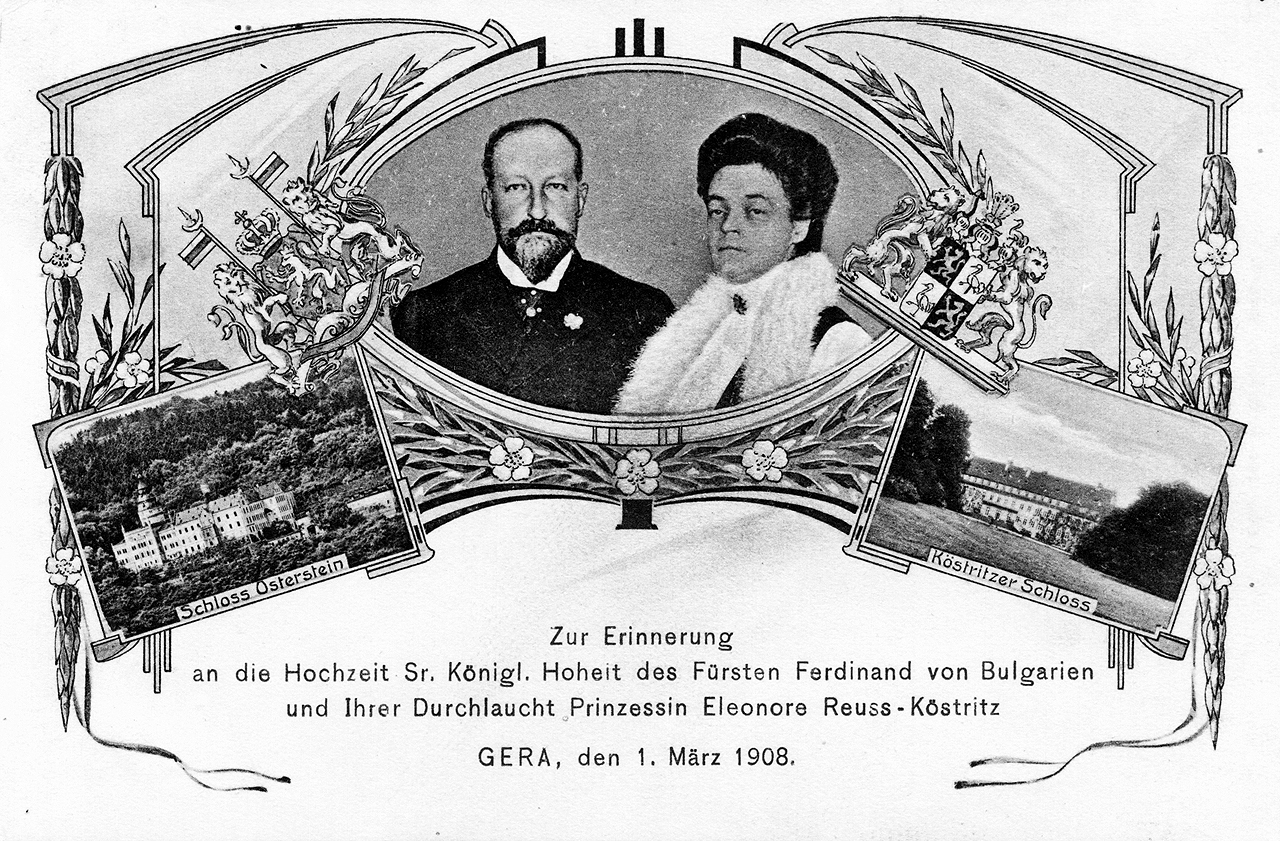
Із другою дружиною Елеонорою фон Ройсс-Кестріц

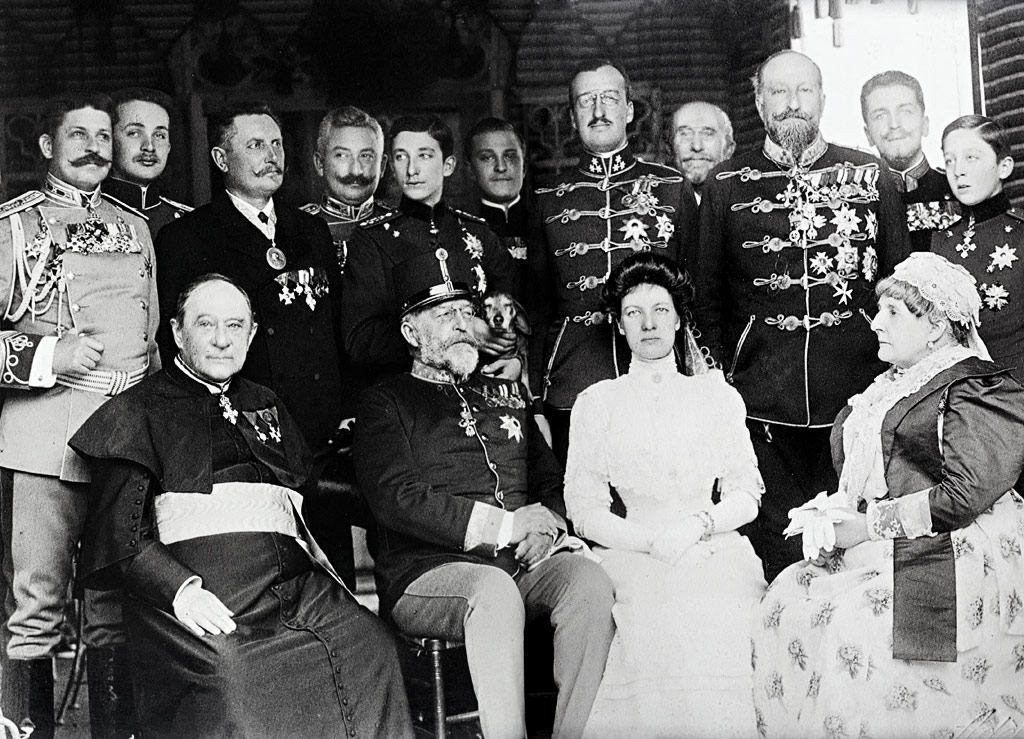
Разом із родиною у 1912 році

Офіційно одружений двічі. Перший шлюб (1893) з італійською принцесою Марією-Луїзою Бурбон-Пармською. Від неї мав чотирьох дітей:
- цар Борис III (1894—1943);
- князь Кирило Преславський (1895—1945);
- княгиня Євдокія (1898—1985);
- княгиня Надія (1899—1958).

Княгиня Марія-Луїза померла внаслідок ускладнення після народження Надії.
Другий шлюб (1908) — з німецькою принцесою Елеонорою фон Ройсс-Кестріц (1860—1917), від якої дітей не мав. Ні романтичне кохання, ні фізичний потяг не грали жодної ролі, і Фердинанд ставився до неї лише як до члена сім'ї та виявляв мало поваги.
1947 року Фердинанд отримав дозвіл від католицького єпископа на третє вінчання — з Елізабет Брезек (дочкою наглядача його словацького палацу «Св. Антон»).

### Сексуальна орієнтація
У своїх особистих стосунках Фердинанд був дещо гедоністом. Він насолоджувався романами з багатьма жінками скромного становища, народжуючи багатьох незаконнонароджених дітей, яких потім фінансово підтримував. У його пізнішому житті поширювалися чутки про побачення Фердинанда з лейтенантами та камердинерами. Фердинанд був бісексуалом, проте, за словами сучасників, його інтерес до жінок переважав. У книзі Добрі Ганчева «Спогади про княжі часи» згадуються стосунки Фердинанда з Дечком Бойчевим, ад'ютантом Марії Луїзи, а також з німцем Фаніщелем, денщиком Фердинанда.
Його регулярні відпустки на Капрі, тоді популярному місці відпочинку серед заможних епіценів, були загальновідомими в королівських дворах по всій Європі.